# 三式75毫米戰車炮
三式75毫米戰車炮（日语：三式七糎半戦車砲）是一款二戰時期舊日本陸軍曾裝備過的戰車炮，主要裝備於三式中戰車上。三式炮戰車的主要武裝亦爲三式75毫米戰車炮。該炮在日本二戰期間量產過的戰車炮中威力最強。

## 設計與使用

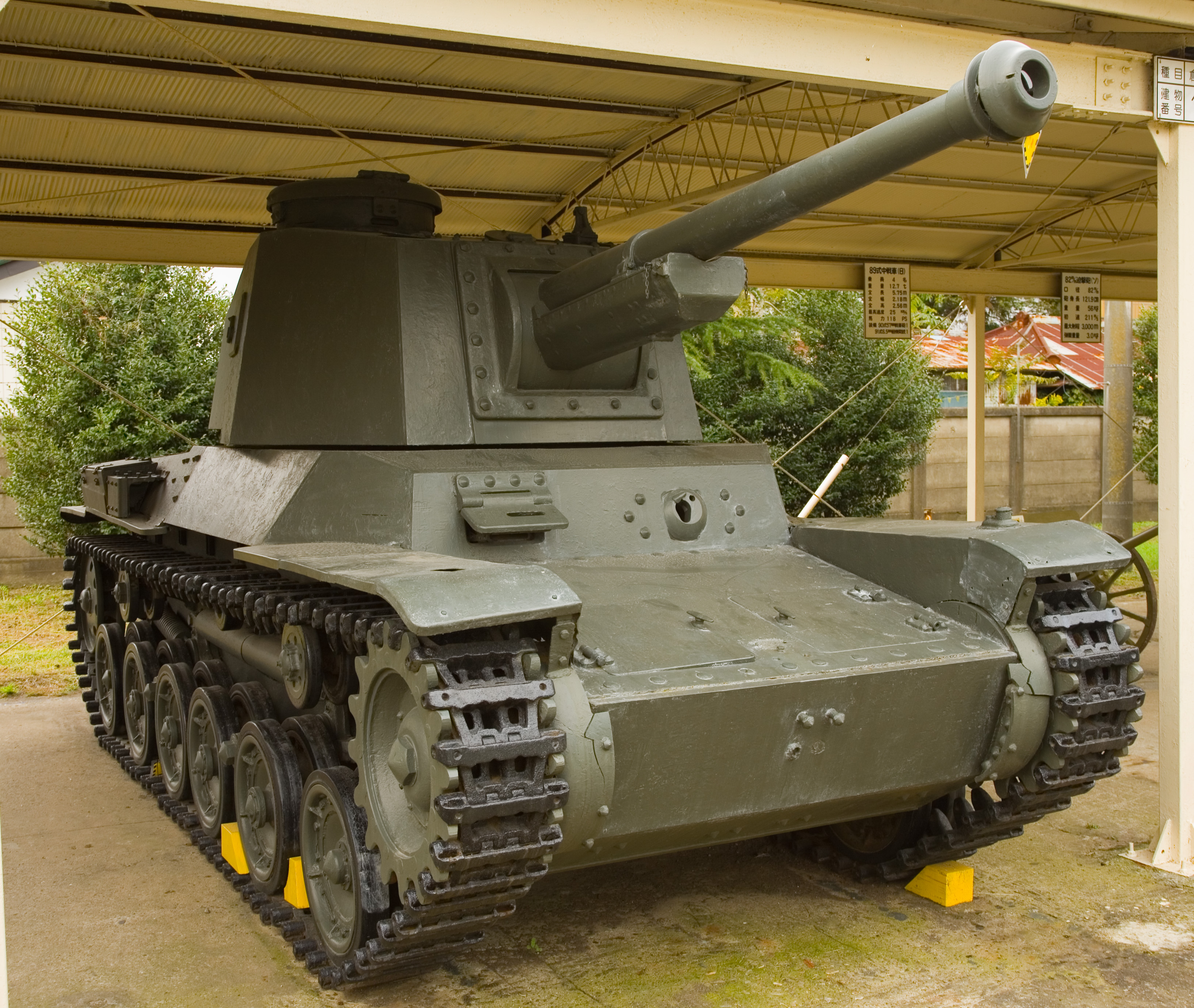
三式中戰車的主炮即三式75毫米戰車炮

三式75毫米戰車炮的口徑爲75毫米，長2.85米（L/38，38倍徑） 。裝備在三式中戰車上時，最大俯仰角分別爲-10度/+25度。該炮發射的穿甲彈全重6.6公斤，炮口初速度可以達到680米/秒，能在100米距離上擊穿90毫米的裝甲，1000米距離上擊穿65毫米的裝甲。三式75毫米戰車炮是由九十式野炮改進而來。而後者的設計借鑑了法國施耐德1927年型85毫米野戰炮。三式75毫米戰車炮的生產許可最終由日本大阪兵工廠取得。
裝備三式75毫米戰車炮的三式中戰車是日本二戰期間量產過的性能最好的坦克。日軍設想三式中戰車能與美軍的M4雪曼坦克對抗。雖然三式中戰車的量產準備在1943年就已經完成，但因爲生產的優先度低，三式中戰車的量產實際上直到1944年才開始。而1944年，日本又面臨着工業資源和產能的短缺，使該坦克的生產計畫進一步推遲。最後，三式中戰車都配置到日本本土，計畫參加本土決戰。但日本最終在盟軍侵入本土前就宣佈無條件投降，三式中戰車至終未投入實戰。
1944年到1945年間，三式中戰車的產量在144輛到166輛之間
三式75毫米戰車炮還是三式炮戰車的主要武裝，這門火炮被安裝在一個封閉的有裝甲防護固定戰鬥室中。日軍將三式炮戰車定位爲自走炮兼驅逐戰車。